# Der Italiener (1972)
Der Italiener ist ein Fernsehfilm von Ferry Radax, nach einer Vorlage von Thomas Bernhard.

## Handlung
Der Schlossherr wird erschossen angetroffen. Familie und Angestellte bewegt die Frage, Mord oder Selbsttötung. Die Polizei wird aber nicht verständigt.
Die Schwester des Toten organisiert in aller Ruhe das Begräbnis. Hungrige Trauergäste warten im Schloss auf ihr Frühstück.
Während später das Begräbnis hinter einer Bergknappen-Kapelle seinen Gang nimmt, entflieht der Sohn mit einem italienischen Gast in den Garten. Deren Weg führt in einen Wald auf eine Wiese mit einem Massengrab polnischer Soldaten, die im Krieg erschossen worden sind.

## Filmort
Der Film wurde in Wolfsegg am Hausruck gedreht, in der Nähe von Bernhards eigenem Wohnort. Schloss Wolfsegg spielte auch eine größere Rolle in Bernhards letztem Roman Auslöschung.

## Literarische Vorlage
Das Drehbuch zum Film basiert auf der Erzählung Der Italiener. Fragment, die Thomas Bernhard 1963 geschrieben hatte, eine frühe Prosaarbeit des damaligen Lyrikers. Sie war zuerst im Insel-Almanach auf das Jahr 1965 erschienen. Dort endete der Schluss mit sechs weiteren Zeilen, die später gestrichen wurden, mit einer weiteren Äußerung des 'Italieners'. "Der Italiener" erschien in Buchform zusammen mit "An der Baumgrenze" und "Der Kulterer" und Zeichnungen von Anton Lehmden 1969 im Residenz-Verlag.

## Auszeichnung
- 1972 erhielten Thomas Bernhard (Buch), Ferry Radax (Regie) und Gérard Vandenberg (Kamera) für Der Italiener den Adolf-Grimme-Preis für das "Beste Fernseh-Experiment".